# AIR-G' Morning Pax
AIR-G' Morning Pax（モーニング・パクス）は、AIR-G'（エフエム北海道）で、1999年4月 - 2009年3月31日（毎週月 - 木曜日 7:30 - 11:00）まで放送していた朝の帯番組。

## 概要
「MORNING FREEWAY」（6時台）と「70％オレンジ」を打ち切り放送開始。そのため当初は6:00からの放送であった。
パーソナリティーは2人、7時台と8時台は高山秀毅アナウンサー、9時台と10時台は千葉ひろみアナウンサーが担当。
前半は主に天気予報や交通情報、後半は主にリスナーからのメッセージやリクエストがメイン。
7時40分ごろの「モーニング・ヴァイヴス」では、平川弘のコンサドーレ札幌情報（月）、ホッカイドウ競馬情報（火）、広瀬哲朗の北海道日本ハムファイターズ情報（水）が組まれていた。

## タイムテーブル

### 6時スタート時代
※（参考：1999年秋）一部コーナーは金曜放送の「中田美知子の週刊AIR-G'族」などと共通。金曜は6時台の放送番組の一部を『チェキチェキ』（月－木は6:00までの放送）に内包。★は東京発の番組内容。
【6PAX】(6:00 - 9:00)・・・高山秀毅＆佐藤ゆかり
| - 6:00 News Earlybird - 6:20 JUMP UP SPORTS - 6:25 ★MY OLYMPIC - 蒲田健 - 6:30 時々刻々 - 6:40 Catch Of THE DAY - 6:46 ★おはようSMAP - SMAP、立花裕人、柴田玲 - 6:51 ★COSMO EARTH CONSCIOUS ACT'99〜百万人のメッセージ〜 - 柴田玲 - 6:54 ウェザーリポート | - 7:00 - 30 ★立花裕人のMORNING FREEWAY - 立花裕人、柴田玲 00 WORLD HEADLINE 10 何でもカウントダウン - 7:30 6PAX - 7:35 道新ヘッドラインニュース - 7:40 道路交通情報 - 7:45 フライト・インフォメーション - 7:48 ウェザーリポート - 7:55 ねたのたね | - 8:00 - 20 ★立花裕人のMORNING FREEWAY - 立花裕人、柴田玲 00 今日のストーリー 09 セーフティ・アベニュー 10 スーパー・コラム - 8:20 6PAX - 8:22 道新ヘッドラインニュース - 8:25 道路交通情報 - 8:28 ウェザーリポート - 8:35 トライ・ミニッツ - 8:40 PAX PACK - 8:50 のりゆきの近未来研究所 - 佐藤のりゆき |

【ミュージック・ソファラ PART1】(9:00 - 10:00)・・・水本香里
- 9:12　ソファラメール
- 9:25　ききみみチャット
- 9:30　ソファラ・セレクション
- 9:55　＜まるい＞オレンジ・クリップ

【ミュージック・ソファラ PART2】(10:00 - 10:50)・・・坪田佳代子
- 10:12　ソファラメール／（水）シネポケット
- 10:15　UV情報
- 10:25　AIR-G'ショッピング ラディ・メルカート

### 7時半スタート時代
※（参考：2008年秋）末期は、6:00～7:30までがTOKYO FMネット枠になった。
- 7:35　道新ヘッドラインニュース
- 7:39　道路交通情報
- 7:43　（月）コンサドーレ情報／（火）ホッカイドウ競馬情報／（水）ファイターズ情報／（木）サテライト石狩KEIRIN情報
- 7:48　天気予報
- 7:52　BRAND NEWS
- 8:00 - 20　八代英輝のクロノス - 八代英輝、柴田幸子（TOKYO FM）

00　Inside Story
09　マリーに聞いてゴー!
10　SWEET MISSION
- 8:25　道新ヘッドラインニュース
- 8:29　道路交通情報
- 8:32　天気予報
- 8:35　モーニングターゲット
- 8:43　お茶の間～とラジオショッピング
- 9:00　占い
- 9:15　PAX STYLE
- 9:25　Happy Flower
- 9:45　パクトピ
- 9:50　（木）AEON コレクル RANKING
- 10:00　MUSIC STORY
- 10:15　（月）HOKKAIDO-YO／（火）おいしい!リチェッタ／（水）メディカルコロンブス／（木）シネマルシェ
- 10:25　AIR-G'ショッピング ラディ・メルカート
- 10:45　こだわりリサーチ